# Molenahalli (B), Krishnarajpet
Molenahalli (B) là một làng thuộc tehsil Krishnarajpet, huyện Mandya, bang Karnataka, Ấn Độ.